# مالکوم دیوید کلی
مالکوم دیوید کلی (به انگلیسی: Malcolm David Kelley) (زاده ۱۲ مه ۱۹۹۲) بازیگر آمریکایی است.
او معمولاً برای نقش والت لیولد در مجموعه تلویزیونی لاست شناخته می‌شود.
او همچنین در فیلم‌های آنتوان فیشر و دیترویت ایفای نقش کرده‌است.